# Bingham (rzeka)
Bingham – rzeka w Australii, w stanie Australia Zachodnia. Ma 42 km długości. Uchodzi do rzeki Collie, około 10 km na północny wschód od miasta Collie. Nazwa rzeki została po raz pierwszy odnotowana w 1847 roku przez geodetę Francisa Thomasa Gregory'ego i najprawdopodobniej została nadana przez Marshalla Wallera Cliftona, naczelnego komisarza Western Australia Company, na cześć panieńskiego nazwiska jego matki, Rebekki Bingham.